# Крокодил (фильм, 1996)
«Крокодил» (кор. 악어) — южнокорейский фильм. Режиссёром и автором сценария является Ким Ки Дук, для которого картина стала дебютом. Премьера фильма состоялась 16 ноября 1996 года.

## Сюжет
Ён Пэ (Чо Джэ-хён) — бездомный по прозвищу Крокодил, живущий на набережной реки Ханган в компании старика и маленького беспризорника Ён Бьюна. Главный источник его дохода — утопленники, которых Ён Пэ регулярно обчищает, ныряя на дно реки. Однажды ночью с моста сбрасывается девушка по имени Хён Чжун, которую Крокодил вылавливает из реки и приводит в чувство. Девушка присоединяется к бездомным. Ён Пэ домогается Хён Чжун и в конце концов насильно овладевает ей. Крокодил приковывает девушку к себе, чтобы та не сбежала.
Утром мальчик освобождает девушку, за что Ён Пэ наказывает его. Вечером того же дня старик находит заброшенный кофейный автомат, рядом с которым сидела Хён Чжун. Она возвращается вместе со стариком на набережную реки. Крокодил вновь пытается овладеть девушкой, но она дает отпор. Старик и мальчик встают на её защиту. Ночью беспризорник пытается отрезать Крокодилу половой орган, но старик не дает завершить ребенку начатое, и мальчик лишь ранит его.
Ён Пэ вновь насилует Хён Чжун. Мальчик решает отомстить и ночью перерезает тормоза на мопеде Крокодила. На утро Ён Пэ отправляется в город и берет Ён Бьюна с собой. По пути мальчик под выдуманным предлогом оставляет Крокодила одного, и тот чуть ли не разбивается на мопеде, чудом оставаясь в живых.
Крокодил терпит серию неудач: проигрывает только что заработанные деньги в карты (он уличает игроков в обмане, но попытка мести жестко пресекается); безуспешно пытается продать поддельное лекарство для повышения потенции (за что по вине отвлекшегося Ян Бьюна получает от обманутой толпы); шантажирует пару любовников, которых он застал в машине, но вместо денег и девушки получает лишь побои.
Между героями развиваются семейные отношения, в которые всячески пытаются вовлечь и Крокодила. Старик препятствует сдаче найденного им автомата для напитков на металлолом. Крокодил преследует Хён Чжун. Хён Чжун застает своего жениха — Чун Хо — с другой женщиной. В баре с пьяным Ён Пэ знакомится некий мужчина. Он приводит его к себе. Там выясняется, что он является составителем фото-роботов. Незнакомец пристает к Ён Пэ, за что Крокодил жестоко его избивает.
На утро Крокодил пытается узнать больше о женихе Хён Чжун и сам его выслеживает. Между ними завязывается диалог, и Чун Хо признается в своем равнодушии к девушке. Крокодила избивает группа людей, ищущих Хён Чжун, но ему удается сбежать. Он рассказывает Хён Чжун правду о её женихе, но та не верит ему.
Днем в парке мафиози дают маленькому мальчику пистолет, который он принимает за игрушечный. Его просят выстрелить из него в человека, что мальчик и делает. Желающий отомстить Крокодилу за избиение портретист во время допроса по этому делу рисует вместо преступника Ён Пэ. Его фоторобот приносит старику напуганный Ян Бьюн. Ночью Крокодила забирают на дознание, где в нём ошибочно узнают преступника. Однако старик, видевший настоящего убийцу, спасает Крокодила. В том же парке мафиози дают Ён Бьюну то же самое задание, предлагая на этот раз «убить автомат». Мальчик выстреливает в него. Крокодил ищет старика. Он обнаруживает его тело внутри того самого автомата, в который стрелял Ён Бьюн.
Крокодил похищает жениха Хён Чжун. Вместе с ней он отвозит его в укромное место, где Ён Пэ раскрывает всю правду о Чун Хо: он не только изменял ей, но и знал о том, что её изнасиловали. Разъяренная девушка пытается пристрелить жениха, но не решается. Крокодил убивает Чун Хо сам.
Ночью девушка добровольно отдается Ён Пэ. Когда все засыпают, Хён Чжун погружается в реку. Крокодил просыпается от жалобных криков мальчика, умоляющего помочь ей. Не сумев спасти Хён Чжун, Ён Пэ усаживает её на стоящий на дне реки диван, окруженный различными предметами интерьера. Он пристегивает себя наручниками к девушке и садится рядом. В последний момент его охватывает паника. Крокодил пытается отстегнуть наручники, но безуспешно. Ён Пэ вспарывает себе живот и погибает.

Будучи первой картиной Ким Ки Дука, «Крокодил» демонстрирует элементы, характерные для большинства его фильмов, как то: постоянное присутствие водной стихии (в данном случае герои живут на побережье реки), проблемы взаимоотношений мужчин и женщин (Ён Пэ лишь к концу фильма начинает воспринимать Хён Чжун не только как объект желания), а также увлекающиеся рисованием персонажи (Хён Чжун рисует портрет Крокодила). Рисунки и поделки, появляющиеся в фильме, принадлежат руке самого режиссёра. Помимо этих мотивов в «Крокодиле» появляется и «немой» персонаж, что неоднократно будет проявляться и в последующих работах Ким Ки Дука. Вводя такого персонажа, режиссёр преследует цель «исследовать использование молчаливых персонажей для открытия новых способов „говорения“ в кино».
Чо Джэ-хён, исполнивший главную роль в фильме, часто появляется в ранних лентах Ким Ки Дука в роли людей, тем или иным образом преступающих закон («Дикие животные», «Адрес неизвестен», «Плохой парень»).
По словам режиссёра, "«Крокодил» был первой попыткой снять фильм, в котором «имеются религиозные мотивы, смешанные с ситуациями членовредительства и греха».